# Olympijské ódy
Olympijské ódy jsou sbírkou ód řeckého básníka Pindara. Sbírka obsahuje celkem 14 ód oslavujících sportovce u příležitosti jejich vítězství na olympijských hrách v 5. století př. n. l. Jsou zde zastoupeny různé disciplíny i různá místa, odkud sportovci pocházeli.

## Rozbor
Každá báseň se skládá ze strof, antistrof a epod v různých metrech. Pindarova poezie je plná mytologických odkazů, ať už na město vítěze, nebo na vítěze samotného.
Následující seznam ód uvádí jméno slavného vítěze, jeho původ a disciplínu. Tento seznam sestavili učenci Alexandrijské knihovny podle proslulosti postav, nikoliv v chronologickém pořadí.
- Olympijská I: Pro Hieróna I. ze Syrakus, jezdecký závod.
- Olympijská II: Pro Théróna z Akragasu z Agrigenta, závod vozatajů.[2]
- Olympijská III: Pro Théróna z Akragasu, u příležitosti Theoxenie.
- Olympijská IV: Pro Psaumise z Kamaríny, závod vozatajů.
- Olympijská V: Pro Psaumise z Kamaríny, závod vozatajů.
- Olympijská VI: Pro Agesiase ze Syrakus, závod vozatajů.
- Olympijská VII: Pro Diagoráse z Rhodu, zápas.[3]
- Olympijská VIII: Pro Alkimedona z Aiginy, zápas.
- Olympijská IX: Pro Efarmosta z Opontu, zápas.
- Olympijská X: Pro Agesidama, Lokrijského Epizefyra, Pugilismus.
- Olympijská XI: Pro Agesidama, Lokrijského Epizefyra, pugilismus.
- Olympijská XII: Pro Ergotela z Himery, dlouhý stadionový závod.
- Olympijská XIII: Pro Xenofóna z Korintu, stadionový závod a pětiboj.
- Olympijská XIV: Pro Asopicha z Orchomenu, stadionový závod (dětská kategorie).